# Scottish FA Cup 2006/07
Der Scottish FA Cup wurde 2006/07 zum 122. Mal ausgespielt. Der schottische Fußball-Pokalwettbewerb, der offiziell als Tennent's Scottish Cup ausgetragen und vom Schottischen Fußballverband geleitet wurde, begann am 18. November 2006 und endete mit dem Finale am 26. Mai 2007 im Glasgower Hampden Park. Titelverteidiger war Heart of Midlothian, das sich im Vorjahresfinale gegen den FC Gretna durchsetzen konnte. Mit einem 1:0-Finalsieg gegen Dunfermline Athletic konnte Celtic Glasgow in der Saison 2006/07 das Double aus Meisterschaft und Pokal perfekt machen. Durch den Siegtreffer von Jean-Joël Perrier-Doumbé und den damit verbundenen Erfolg konnte  Celtic zum insgesamt 34. Mal den Titel gewinnen und den Rekord als schottischer Pokalsieger gegenüber dem Stadtrivalen den Rangers weiter ausbauen. Dunfermline hingegen kassierte damit die dritte Niederlage bei fünf Finals, zuvor 2003/04 und 1964/65 kurioserweise alle gegen  Celtic. Der diesjährige Finalist Dunfermline Athletic war aufgrund der Champions-League-Teilnahme der Glasgower für die folgende UEFA-Pokal-Saison 2007/08 startberechtigt, und schied dort in der zweiten Qualifikationsrunde gegen den schwedischen Verein BK Häcken aus.

## 1. Runde
Ausgetragen wurden die Begegnungen am 18. und 25. November 2006. Das Wiederholungsspiel fand am 28. November 2006 statt.
|                       | Ergebnis |                  |
| --------------------- | -------- | ---------------- |
| FC Arbroath           | 2:1      | Albion Rovers    |
| Brechin City          | 1:1      | FC Queen’s Park  |
| FC Deveronvale        | 3:2      | FC Montrose      |
| FC East Fife          | 1:1      | Berwick Rangers  |
| Edinburgh University  | 2:1      | FC Keith         |
| Preston Athletic      | 2:0      | FC Stenhousemuir |
| FC Stranraer          | 4:2      | Alloa Athletic   |
| FC East Stirlingshire | 0:2      | Stirling Albion  |

### Wiederholungsspiel
|                 | Ergebnis |              |
| --------------- | -------- | ------------ |
| FC Queen’s Park | 1:2      | Brechin City |

## 2. Runde
Ausgetragen wurden die Begegnungen am 9. Dezember 2006.
|                 | Ergebnis |                      |
| --------------- | -------- | -------------------- |
| Annan Athletic  | 0:3      | Greenock Morton      |
| Berwick Rangers | 2:0      | FC Arbroath          |
| Brechin City    | 2:1      | Preston Athletic     |
| FC Cowdenbeath  | 5:1      | Edinburgh University |
| FC Deveronvale  | 2:1      | FC Fraserburgh       |
| Edinburgh City  | 0:1      | Stirling Albion      |
| Elgin City      | 1:0      | Buckie Thistle       |
| FC Peterhead    | 0:2      | Ayr United           |
| Raith Rovers    | 0:1      | FC Dumbarton         |
| FC Stranraer    | 3:1      | Forfar Athletic      |

## 3. Runde
Ausgetragen werden die Begegnungen am 6./7./10. und 16. Januar 2007. Die Wiederholungsspiele fanden am 16./17. und 18. Januar 2007 statt.
|                      | Ergebnis |                     |
| -------------------- | -------- | ------------------- |
| Celtic Glasgow       | 4:0      | FC Dumbarton        |
| FC St. Johnstone     | 0:0      | Ayr United          |
| Ross County          | 0:1      | Partick Thistle     |
| FC Dundee            | 1:1      | Queen of the South  |
| Greenock Morton      | 3:1      | FC Kilmarnock       |
| FC Clyde             | 0:3      | FC Gretna           |
| Stirling Albion      | 1:6      | Inverness CT        |
| Airdrie United       | 0:1      | FC Motherwell       |
| FC Stranraer         | 0:4      | Heart of Midlothian |
| Hamilton Academical  | 2:4      | FC Livingston       |
| Berwick Rangers      | 0:2      | FC Falkirk          |
| FC Deveronvale       | 5:4      | Elgin City          |
| FC Cowdenbeath       | 1:1      | Brechin City        |
| Dunfermline Athletic | 3:2      | Glasgow Rangers     |
| FC Aberdeen          | 2:2      | Hibernian Edinburgh |
| Dundee United        | 3:2      | FC St. Mirren       |

### Wiederholungsspiele
|                     | Ergebnis        |                  |
| ------------------- | --------------- | ---------------- |
| Brechin City        | 0:1             | FC Cowdenbeath   |
| Queen of the South  | ?:? (4:2 i. E.) | FC Dundee        |
| Ayr United          | 1:2 n. V.       | FC St. Johnstone |
| Hibernian Edinburgh | 4:1             | FC Aberdeen      |

## Achtelfinale
Ausgetragen wurden die Begegnungen am 3. und 4. Februar 2007.
|                      | Ergebnis |                     |
| -------------------- | -------- | ------------------- |
| FC Deveronvale       | 0:1      | Partick Thistle     |
| Dunfermline Athletic | 1:0      | Heart of Midlothian |
| FC Falkirk           | 0:3      | FC St. Johnstone    |
| Hibernian Edinburgh  | 3:1      | FC Gretna           |
| Inverness CT         | 1:0      | Dundee United       |
| FC Motherwell        | 2:0      | Greenock Morton     |
| Queen of the South   | 2:0      | FC Cowdenbeath      |
| FC Livingston        | 1:4      | Celtic Glasgow      |

## Viertelfinale
Ausgetragen wurden die Begegnungen am 24./25. und 28. Februar 2007.
|                      | Ergebnis |                     |
| -------------------- | -------- | ------------------- |
| Dunfermline Athletic | 2:0      | Partick Thistle     |
| Queen of the South   | 1:2      | Hibernian Edinburgh |
| Inverness CT         | 1:2      | Celtic Glasgow      |
| FC Motherwell        | 1:2      | FC St. Johnstone    |

## Halbfinale
Ausgetragen wurden die Begegnungen am 15. und 16. April 2007. Das Wiederholungsspiel fand am 24. April 2007 statt. Die beiden Halbfinalspiele und das Wiederholungsspiel wurden jeweils im Hampden Park ausgespielt.
|                     | Ergebnis |                      |
| ------------------- | -------- | -------------------- |
| FC St. Johnstone    | 1:2      | Celtic Glasgow       |
| Hibernian Edinburgh | 0:0      | Dunfermline Athletic |

### Wiederholungsspiel
|                      | Ergebnis |                     |
| -------------------- | -------- | ------------------- |
| Dunfermline Athletic | 1:0      | Hibernian Edinburgh |

## Finale
| Celtic Glasgow                                                              | Celtic Glasgow | Dunfermline Athletic | Dunfermline Athletic |
| --------------------------------------------------------------------------- | --- | --- | -------------------- |
| Celtic Glasgow                                                              | \| Finale \| \| Samstag, 26. Mai 2007 um 12:30 Uhr (Ortszeit WEZ) in Glasgow (Hampden Park) \| \| Ergebnis: 1:0 (0:0) \| \| Zuschauer: 49.600 \| \| Schiedsrichter: Kenny Clark \| \| Spielbericht \|                                                              | \| Finale \| \| Samstag, 26. Mai 2007 um 12:30 Uhr (Ortszeit WEZ) in Glasgow (Hampden Park) \| \| Ergebnis: 1:0 (0:0) \| \| Zuschauer: 49.600 \| \| Schiedsrichter: Kenny Clark \| \| Spielbericht \|                                                                         | Dunfermline Athletic |
| Celtic Glasgow                                                              | Artur Boruc – Jean-Joël Perrier-Doumbé, Stephen McManus, Steven Pressley, Lee Naylor – Shunsuke Nakamura, Neil Lennon (66. Gary Caldwell), Paul Hartley, Aiden McGeady – Kenny Miller (56. Craig Beattie), Jan Vennegoor of Hesselink Cheftrainer: Gordon Strachan | Dorus de Vries – Greg Shields , Scott Wilson, Souleymane Bamba, Scott Muirhead – Darren Young, Scott Morrison (72. Stevie Crawford), Jamie McCunnie, Adam Hammill – Jim McIntyre (80. Jim Hamilton), Mark Burchill (89. Iain Williamson) Cheftrainer: Stephen Kenny ( Irland) | Dunfermline Athletic |
| Celtic Glasgow                                                              | 1:0 Jean-Joël Perrier-Doumbé (85.) | | Dunfermline Athletic |
| Celtic Glasgow                                                              | Aiden McGeady, Jean-Joël Perrier Doumbe, Steven Pressley | Mark Burchill | Dunfermline Athletic |
| Finale                                                                      | | |                      |
| Samstag, 26. Mai 2007 um 12:30 Uhr (Ortszeit WEZ) in Glasgow (Hampden Park) | | |                      |
| Ergebnis: 1:0 (0:0)                                                         | | |                      |
| Zuschauer: 49.600                                                           | | |                      |
| Schiedsrichter: Kenny Clark                                                 | | |                      |
| Spielbericht                                                                | | |                      |